# Дарданеллы
Дардане́ллы (греч. Δαρδανέλλια, Δαρδανέλια) (тур. Çanakkale boğazı омонимично городу на его берегу) — пролив между частями света Европой (Балканский полуостров) и Азией (полуостров Малая Азия) в Турции. Пролив Дарданеллы (Чанаккале) соединяет Эгейское море с Мраморным, а пролив Босфор — с Чёрным. На европейском берегу — порт Гелиболу, на азиатском — Чанаккале. Проливы Босфор и Дарданеллы известны как Черноморские (или Турецкие) проливы.
В античное время назывался Геллеспо́нт (др.-греч. Ἑλλήσποντος, лат. Hellespontus).

## Название
Пролив Дарданеллы получил название в честь расположенного рядом города Дардании, по преданию основанного Дарданом, родоначальником племени дарданов. Пролив назывался Геллеспонтом, морем Геллы по имени дочери Атаманта, царя Фессалии, которая, спасаясь от мачехи Ино вместе с братом Фриксом, утонула в проливе при переправе.

## Параметры
Длина пролива — 60 км, ширина — от 1,3 до 27 км (по другим данным — до 18,5 км), глубина на фарватере от 29 до 153 м.
Из-за разности солёности Левантийского и Чёрного морей в проливе существуют два постоянных встречных течения: опреснённые поверхностные черноморские воды поступают вдоль европейского берега из Мраморного моря в Эгейское со средней скоростью 1—1,5 узла; более солёное придонное средиземноморское течение — из Эгейского моря в Мраморное. Аналогичные течения существуют и в Босфоре.

## Описание
В Дарданеллы входят
- пролив Галата — вход с Мраморного моря;
- узкость Гелиболу у одноимённого города;
- пролив Галлиполи;
- пролив Кызкалеси;
- узкость Нагара Кале (иногда — просто Нагара или Кале), изменяющая направление Дарданелл на 90° у мыса Нагара Кале;
- пролив Эджеабат у города того же названия;
- узкость Чанаккале у одноимённого города;
- участок с заливом Сары Сыглар;
- узкость Кепез у мыса Кепез Бурну;
- участок между мысами Кум-Кале и Кепез Бурну с несколькими заливами;
- узкость Кум-Кале — вход с Эгейского моря у мыса Кум-Кале.

## История
В античное время главным городом здесь был Абидос. После перехода азиатского берега к туркам (1352 год) его место занял портовый город Чанаккале.
По договору 1841 года только турецким военным кораблям разрешалось проходить Дарданеллы. В ходе Первой Балканской войны греческий флот дважды нанёс поражение турецкому при входе в проливы: в сражении у Элли (16 декабря 1912 года) и при Лемносе (18 января 1913 года), после чего османский флот не решался более выходить из Дарданелл. Во время Первой мировой войны в 1915 году за них шли тяжёлые затяжные бои между Турцией и Антантой.
В 2016 году, в рамках строительства транспортного кольца вокруг Мраморного моря, начались работы по возведению моста «Чанаккале-1915» через Дарданеллы — специально оборудованное судно приступило к буровым работам перед установкой опор моста. Мост соединит населённые пункты Коджавели в уезде Лапсеки (провинция Балыкесир) в азиатской части и Сютлюдже в европейской части близ города Гелиболу (провинция Чанаккале). «Чанаккале-1915» будет самым длинным подвесным мостом в мире, протяжённость его основного пролёта составит 2023 м, общая протяжённость от берега до берега — 3869 м. 18 марта 2017 года в городе Чанаккале состоялась церемония закладки первого камня в рамках проекта строительства автомобильного моста через пролив Дарданеллы.
16 мая 2020 года было завершено строительство второй башни на стороне Галлиполи (европейское побережье). По состоянию на сентябрь 2021 года было построено 67 из 87 блоков настила, которые будут формировать проезжую часть моста.
Открытие подвесного моста состоялось 18 марта 2022 года. Мост стал частью 80-километровой автодороги «Кыналы—Текирдаг—Чанаккале—Саваштепе». Строительство вёл консорциум из двух турецких и двух южнокорейских фирм (Daelim, Limak, SK, Yapı Merkezi). Строительство моста было завершено 19 февраля 2022.
До этого переправу через Дарданеллы от Абидоса к Сесту наводили лишь однажды, в 480 году до н. э., когда по приказу персидского царя Ксеркса I были сооружены два понтонных перехода из связанных между собой кораблей. Первый мост состоял из 360 судов, а второй мост состоял из 314 судов. К моменту возвращения войск переправа была разрушена бурей.
- Строительство понтонного моста Ксеркса финикийскими моряками
- Мост «Çanakkale 1915» 28 января 2021 года
- Мост «Çanakkale 1915» в июне 2021 года